# كارل هوفمان (مجدف)
كارل هوفمان (بالألمانية: Karl Hoffmann)‏ هو مجدف ألماني، (ولد في برلين في ألمانيا 1906  م).

## وصلات خارجية
- كارل هوفمان على موقع الاتحاد الدولي للتجديف (الإنجليزية)
- كارل هوفمان على موقع أوليمبيديا (الإنجليزية)